# Richebourg (Yvelines)
Richebourg is een gemeente in het Franse departement Yvelines (regio Île-de-France) en telt 1378 inwoners (1999). De plaats maakt deel uit van het arrondissement Mantes-la-Jolie.

## Geografie
De oppervlakte van Richebourg bedraagt 10,6 km², de bevolkingsdichtheid is 130,0 inwoners per km².
De onderstaande kaart toont de ligging van Richebourg (Yvelines) met de belangrijkste infrastructuur en aangrenzende gemeenten.

## Demografie
Onderstaande figuur toont het verloop van het inwonertal (bron: INSEE-tellingen).